# Финикс
Финикс (енгл. Phoenix) главни и највећи је град америчке савезне државе Аризоне. По попису становништва из 2020. у њему је живело 1.608.139 становника, што га чини шестим по величини градом у САД. Финикс је једини главни град савезне државе у САД са више од милион становника. Налази се на Сланој реци.
Финикс је средиште истоимене метрополитенске области, такође познате као Долина Сунца, која је део долине Слане реке. Метрополитенска област је 11. по броју становника у Сједињеним Државама, са око 4,73 милиона људи у 2017. години. Финикс је исто тако седиште округа Марикопа, и са 517,9 квадратних миља (1,341 km²) он је навећи град у савезној држави Аризони. Он је више него два пута већи од Тусона и један је од највећих градова у Сједињеним Државама. Финикс је најнасељенији град градског подручја Финикса, познатог и као Долина сунца, која је заузврат део долине реке Салт и коридора Сунца Аризоне. Подручје метроа је 10. по броју становника у Сједињеним Државама са приближно 4,85 милиона људи ажурирано: 2020., што га чини најнасељенијим у југозападним Сједињеним Државама. Због благе и суве климе туристички је и лечилишни центар. Значајне гране привреде су индустрија конзерви и грађевинског материјала, ливнице бакра, пилане, графичка индустрија, туризам и друго. Финикс је и важан железнички чвор, у којем се састају две трансконтиненталне пруге.
Финикс је насељен 1867. године као пољопривредна заједница у близини ушћа река Солт и Гила и инкорпориран је као град 1881. Постао је главни град Територије Аризоне 1889. године. Његов систем канала довео је до успешне пољопривредне заједнице са усевима првобитних насељеника, као што су луцерка, памук, цитруси и сено, који су деценијама остали важни делови локалне привреде. Памук, стока, цитруси, клима и бакар били су локално познати као пет производа који су од средишњег значаја за економију Финикса. Они су остали покретачке снаге града све до после Другог светског рата, када су компаније високе технологије почеле да се селе у долину, а климатизација је учинила врућа лета у Финиксу подношљивим.
Финикс је културни центар Аризоне. Налази се у североисточном делу пустиње Сонора и познат је по својој врућој пустињској клими. Бруто домаћи производ региона достигао је преко 362 милијарде долара до 2022. године. Град је имао просечну годишњу стопу раста становништва од четири процента у периоду од 40 година од средине 1960-их до средине 2000-их, и био је међу десет најнасељенијих градова у САД до 1980. Финикс је такође један од највећих хиспанских градова у Сједињеним Државама, при чему Хиспаноамериканци сачињавају 42% становништва.

## Географија
Финикс се налази на надморској висини од 331 m.

### Клима
| Клима Финикс интернационални аеродром, Аризона (1981–2010 нормале, екстреми 1895–садашњост) | Клима Финикс интернационални аеродром, Аризона (1981–2010 нормале, екстреми 1895–садашњост) | Клима Финикс интернационални аеродром, Аризона (1981–2010 нормале, екстреми 1895–садашњост) | Клима Финикс интернационални аеродром, Аризона (1981–2010 нормале, екстреми 1895–садашњост) | Клима Финикс интернационални аеродром, Аризона (1981–2010 нормале, екстреми 1895–садашњост) | Клима Финикс интернационални аеродром, Аризона (1981–2010 нормале, екстреми 1895–садашњост) | Клима Финикс интернационални аеродром, Аризона (1981–2010 нормале, екстреми 1895–садашњост) | Клима Финикс интернационални аеродром, Аризона (1981–2010 нормале, екстреми 1895–садашњост) | Клима Финикс интернационални аеродром, Аризона (1981–2010 нормале, екстреми 1895–садашњост) | Клима Финикс интернационални аеродром, Аризона (1981–2010 нормале, екстреми 1895–садашњост) | Клима Финикс интернационални аеродром, Аризона (1981–2010 нормале, екстреми 1895–садашњост) | Клима Финикс интернационални аеродром, Аризона (1981–2010 нормале, екстреми 1895–садашњост) | Клима Финикс интернационални аеродром, Аризона (1981–2010 нормале, екстреми 1895–садашњост) | Клима Финикс интернационални аеродром, Аризона (1981–2010 нормале, екстреми 1895–садашњост) |
| Показатељ \ Месец                                                                           | .Јан.                                                                                       | .Феб.                                                                                       | .Мар.                                                                                       | .Апр.                                                                                       | .Мај.                                                                                       | .Јун.                                                                                       | .Јул.                                                                                       | .Авг.                                                                                       | .Сеп.                                                                                       | .Окт.                                                                                       | .Нов.                                                                                       | .Дец.                                                                                       | .Год.                                                                                       |
| ------------------------------------------------------------------------------------------- | ------------------------------------------------------------------------------------------- | ------------------------------------------------------------------------------------------- | ------------------------------------------------------------------------------------------- | ------------------------------------------------------------------------------------------- | ------------------------------------------------------------------------------------------- | ------------------------------------------------------------------------------------------- | ------------------------------------------------------------------------------------------- | ------------------------------------------------------------------------------------------- | ------------------------------------------------------------------------------------------- | ------------------------------------------------------------------------------------------- | ------------------------------------------------------------------------------------------- | ------------------------------------------------------------------------------------------- | ------------------------------------------------------------------------------------------- |
| Апсолутни максимум, °C (°F)                                                                 | 31 (88)                                                                                     | 33 (92)                                                                                     | 38 (100)                                                                                    | 41 (105)                                                                                    | 46 (114)                                                                                    | 50 (122)                                                                                    | 49 (121)                                                                                    | 47 (117)                                                                                    | 47 (116)                                                                                    | 42 (107)                                                                                    | 36 (96)                                                                                     | 31 (87)                                                                                     | 50 (122)                                                                                    |
| Средњи максимум, °C (°F)                                                                    | 25,9 (78,7)                                                                                 | 28,2 (82,8)                                                                                 | 32,2 (90,0)                                                                                 | 37 (98,6)                                                                                   | 41,1 (105,9)                                                                                | 44,7 (112,5)                                                                                | 45,8 (114,4)                                                                                | 44,7 (112,5)                                                                                | 42,6 (108,6)                                                                                | 37,8 (100,1)                                                                                | 31,2 (88,1)                                                                                 | 25,1 (77,1)                                                                                 | 46,2 (115,2)                                                                                |
| Максимум, °C (°F)                                                                           | 19,6 (67,2)                                                                                 | 21,5 (70,7)                                                                                 | 24,9 (76,9)                                                                                 | 29,6 (85,2)                                                                                 | 34,9 (94,8)                                                                                 | 39,9 (103,9)                                                                                | 41,2 (106,1)                                                                                | 40,2 (104,4)                                                                                | 37,7 (99,8)                                                                                 | 31,4 (88,5)                                                                                 | 24,2 (75,5)                                                                                 | 18,9 (66,0)                                                                                 | 30,3 (86,6)                                                                                 |
| Просек, °C (°F)                                                                             | 13,6 (56,4)                                                                                 | 15,4 (59,7)                                                                                 | 18,4 (65,2)                                                                                 | 22,6 (72,7)                                                                                 | 27,8 (82,1)                                                                                 | 32,7 (90,8)                                                                                 | 34,9 (94,8)                                                                                 | 34,2 (93,6)                                                                                 | 31,3 (88,4)                                                                                 | 24,8 (76,7)                                                                                 | 17,8 (64,1)                                                                                 | 13 (55,4)                                                                                   | 23,9 (75,1)                                                                                 |
| Минимум, °C (°F)                                                                            | 7,6 (45,6)                                                                                  | 9,3 (48,7)                                                                                  | 11,9 (53,5)                                                                                 | 15,7 (60,2)                                                                                 | 20,8 (69,4)                                                                                 | 25,4 (77,7)                                                                                 | 28,6 (83,5)                                                                                 | 28,2 (82,7)                                                                                 | 24,9 (76,9)                                                                                 | 18,2 (64,8)                                                                                 | 11,5 (52,7)                                                                                 | 7,1 (44,8)                                                                                  | 17,4 (63,4)                                                                                 |
| Средњи минимум, °C (°F)                                                                     | 2,3 (36,2)                                                                                  | 4,1 (39,4)                                                                                  | 6,2 (43,2)                                                                                  | 9,7 (49,5)                                                                                  | 14,4 (58,0)                                                                                 | 20,2 (68,4)                                                                                 | 23,2 (73,7)                                                                                 | 23,2 (73,7)                                                                                 | 19,5 (67,1)                                                                                 | 12 (53,6)                                                                                   | 4,9 (40,8)                                                                                  | 1,4 (34,6)                                                                                  | 0,8 (33,5)                                                                                  |
| Апсолутни минимум, °C (°F)                                                                  | −9 (16)                                                                                     | −4 (24)                                                                                     | −4 (25)                                                                                     | 2 (35)                                                                                      | 4 (39)                                                                                      | 9 (49)                                                                                      | 17 (63)                                                                                     | 14 (58)                                                                                     | 8 (47)                                                                                      | 1 (34)                                                                                      | −3 (27)                                                                                     | −6 (22)                                                                                     | −9 (16)                                                                                     |
| Количина падавинаmm (in)                                                                    | 23,1 (0,91)                                                                                 | 23,4 (0,92)                                                                                 | 25,1 (0,99)                                                                                 | 7,1 (0,28)                                                                                  | 2,8 (0,11)                                                                                  | 0,5 (0,02)                                                                                  | 26,7 (1,05)                                                                                 | 25,4 (1,00)                                                                                 | 16,3 (0,64)                                                                                 | 14,7 (0,58)                                                                                 | 16,5 (0,65)                                                                                 | 22,4 (0,88)                                                                                 | 204 (8,03)                                                                                  |
| Количина снега, cm (in)                                                                     | —                                                                                           | —                                                                                           | 0 (0,0)                                                                                     | 0 (0,0)                                                                                     | 0 (0,0)                                                                                     | 0 (0,0)                                                                                     | 0 (0,0)                                                                                     | 0 (0,0)                                                                                     | 0 (0,0)                                                                                     | 0 (0,0)                                                                                     | 0 (0,0)                                                                                     | —                                                                                           | —                                                                                           |
| Дани са падавинама (≥ 0.01 in)                                                              | 4,1                                                                                         | 4,4                                                                                         | 3,9                                                                                         | 1,7                                                                                         | 1,0                                                                                         | 0,5                                                                                         | 4,2                                                                                         | 5,0                                                                                         | 2,8                                                                                         | 2,5                                                                                         | 2,6                                                                                         | 3,9                                                                                         | 36,6                                                                                        |
| Релативна влажност, %                                                                       | 50,9                                                                                        | 44,4                                                                                        | 39,3                                                                                        | 27,8                                                                                        | 21,9                                                                                        | 19,4                                                                                        | 31,6                                                                                        | 36,2                                                                                        | 35,6                                                                                        | 36,9                                                                                        | 43,8                                                                                        | 51,8                                                                                        | 36,6                                                                                        |
| Сунчани сати — месечни просек                                                               | 256,0                                                                                       | 257,2                                                                                       | 318,4                                                                                       | 353,6                                                                                       | 401,0                                                                                       | 407,8                                                                                       | 378,5                                                                                       | 360,8                                                                                       | 328,6                                                                                       | 308,9                                                                                       | 256,0                                                                                       | 244,8                                                                                       | 3.871,6                                                                                     |
| Сунчано време — месечни проценти                                                            | 81                                                                                          | 84                                                                                          | 86                                                                                          | 90                                                                                          | 93                                                                                          | 95                                                                                          | 86                                                                                          | 87                                                                                          | 89                                                                                          | 88                                                                                          | 82                                                                                          | 79                                                                                          | 87                                                                                          |
| Извор: NOAA (relative humidity and sun 1961–1990), Weather.com                              |                                                                                             |                                                                                             |                                                                                             |                                                                                             |                                                                                             |                                                                                             |                                                                                             |                                                                                             |                                                                                             |                                                                                             |                                                                                             |                                                                                             |                                                                                             |

## Становништво
Према попису становништва из 2010. у граду је живело 1.445.632 становника, што је 124.587 (9,4%) становника више него 2000. године.
|                   | 2010.              | 2000.              |
| Укупно            | 1 445 632 (100,0%) | 1 321 045 (100,0%) |
| Белци             | 672 573 (46,52%)   | 736 844 (55,78%)   |
| Хиспаноамериканци | 589 877 (40,80%)   | 449 972 (34,06%)   |
| Афроамериканци    | 93 608 (6,475%)    | 67 416 (5,103%)    |
| Азијати           | 45 597 (3,154%)    | 26 449 (2,002%)    |
| Остали            | 43 977 (3,042%)    | 40 364 (3,055%)    |

## Историја

### Рана историја
Народ Хохокам је настањивао област Финикса 2.000 година. Направили су отприлике 135 миља (217 километара) канала за наводњавање, претварајући пустињско земљиште у обрадиво, а путање ових канала коришћене су за Аризона канал, канал Пројекта Централне Аризоне и аквадукт Хејден-Роудс. Такође су обављали опсежну трговину са оближњим древним Пуеблоанцима, Моголонима и Синагвама, као и са удаљенијим мезоамеричким цивилизацијама. Верује се да су периоди суше и великих поплава између 1300. и 1450. године довели до тога да хохокамска цивилизација напусти ово подручје.
Након одласка Хохокама, групе племена Акимел Оодам (познатије као Пима), Тохоно Оодам и Марикопа почеле су да користе ову област, као и сегменти Јавапаја и Апача. Оодами су били изданци племена Собајпури, за које се сматрало да су потомци Хохокама.
Акимел Оодами су били главна група у том подручју. Живели су у малим селима са добро дефинисаним системима за наводњавање који су се ширили преко долине реке Гила, од Фиренце на истоку до Естрелас на западу. Њихови усеви су укључивали кукуруз, пасуљ и тикве за храну, као и памук и дуван. Удружили су се са Марикопама ради заштите од упада племена Јума и Апача. Марикопе су део већег народа Јума; међутим, мигрирали су на исток из доњег дела река Колорадо и Гила почетком 1800-их, након чега су имали непријатељске односе са другим племенима Јума, насељавајући се међу постојећим заједницама Акимел Оодама.
Тохоно Оодам су такође обитавали у региону, али углавном на југу и све до мексичке границе. Оодами су живели у малим насељима као сезонски фармери који су користили кише, а не акимелско наводњавање великих размера. Узгајали су усеве као што су кукуруз шећерац, пасуљ, тиква, сочиво, шећерна трска и диње. Такође су користили домаће биљке као што су плодови сагуара, пупољци чоле, пасуљ мескита и бомбоне од мескита (сок са дрвета мескита). Они су ловили локалну дивљач као што су јелени, зечеви и дивље свиње ради меса.
Мексичко-амерички рат је завршен 1848. године, након чега је Мексико уступио своју северну зону Сједињеним Државама, а становници региона постали су држављани САД. Област Финикса постала је део Територије Новог Мексика. Године 1863, рударски град Викенбург је први основан у округу Марикопа, северозападно од Финикса. Округ Марикопа није био инкорпориран; земља се налазила у округу Јавапај, који је укључивао главни град Прескот северно од Викенбурга.
Војска је 1865. године створила Форт Макдаул на реци Верде да би спречила индијанске устанке. Тврђава је 1866. основала логор на јужној страни реке Солт, што је било прво насеље у долини након пада Хохокама. Остала оближња насеља су се касније спојила и постала град Темпе.

## Партнерски градови
- Сучава
- Гренобл
- Рамат Ган
- Калгари
- Катанија
- Ченгду
- Енис
- Ермосиљо
- Химеџи
- Праг
- Тајпеј